# Вачаган I
Вачаган I Хоробрий (*Վաչագան Քաջд/н —301) — цар Кавказької Албанії у 298—301 роках. Став засновником династії Албанських Аршакідів.

## Життєпис
Походив з династії Аршакідів. Син, а радше онук Вологеза VI, царя Парфії. Про дату народження нічого невідомо. Замолоду був намісником однією з областей Вірменії, яку контролювали парфяні. Підтримував боротьбу Вірменії проти Сасанідської держави.
У війнах з останньою також отримував підтримку з боку Римської імперії. Воював проти Порасмана, царя кавказької Албанії, союзника Персії. За Нісібінським мирним договором між Римом і Персією у 298 році стає царем Кавказької Албанії. Ймовірно, на той час був похилого віку. Визнав подвійну зверхність Персії і Риму. Помер у 301 році. Йому спадкував син Ваче I.